# Бок (Міннесота)
Бок (англ. Bock) — місто (англ. city) в США, в окрузі Мілль-Лак штату Міннесота. Населення — 78 осіб (2020).

## Географія
Бок розташований за координатами 45°47′3″ пн. ш. 93°33′10″ зх. д. / 45.78417° пн. ш. 93.55278° зх. д. (45.784142, -93.552737).  За даними Бюро перепису населення США в 2010 році місто мало площу 0,38 км², уся площа — суходіл. В 2017 році площа становила 0,43 км², уся площа — суходіл.

## Демографія
Згідно з переписом 2010 року, у місті мешкало 106 осіб у 46 домогосподарствах у складі 28 родин. Густота населення становила 280 осіб/км².  Було 49 помешкань (129/км²).
Расовий склад населення:
| - 96,2 % — білих - 1,9 % — азіатів |

До двох чи більше рас належало 0,9 %. Частка іспаномовних становила 1,9 % від усіх жителів.
За віковим діапазоном населення розподілялося таким чином: 21,7 % — особи молодші 18 років, 68,9 % — особи у віці 18—64 років, 9,4 % — особи у віці 65 років та старші. Медіана віку мешканця становила 44,3 року. На 100 осіб жіночої статі у місті припадало 112,0 чоловіків;  на 100 жінок у віці від 18 років та старших — 112,8 чоловіків також старших 18 років.
Середній дохід на одне домашнє господарство  становив 38 808 доларів США (медіана — 31 250), а середній дохід на одну сім'ю — 42 656 доларів (медіана — 46 250). За межею бідності перебувало 37,6 % осіб, у тому числі 100,0 % дітей у віці до 18 років та 43,8 % осіб у віці 65 років та старших.
Цивільне працевлаштоване населення становило 43 особи. Основні галузі зайнятості: виробництво — 20,9 %, транспорт — 16,3 %, будівництво — 16,3 %.